# توماس بال (لاعب كريكت)
توماس بال (13 فبراير 1951 في جنوب أفريقيا - ) (بالإنجليزية: Thomas Ball)‏ هو لاعب كريكت جنوب أفريقي.

## وصلات خارجية
- توماس بال على موقع إي آس بي آن كريك إنفو (الإنجليزية)